# Oxen, Ingå
Oxen är en ö i Finland. Den ligger i Finska viken och i kommunen Ingå i den ekonomiska regionen  Raseborg i landskapet Nyland, i den södra delen av landet. Ön ligger omkring 52 kilometer väster om Helsingfors.
Öns area är 2,9 hektar och dess största längd är 320 meter i sydväst-nordöstlig riktning. Ön höjer sig omkring 10 meter över havsytan.